# De twee Veronezen

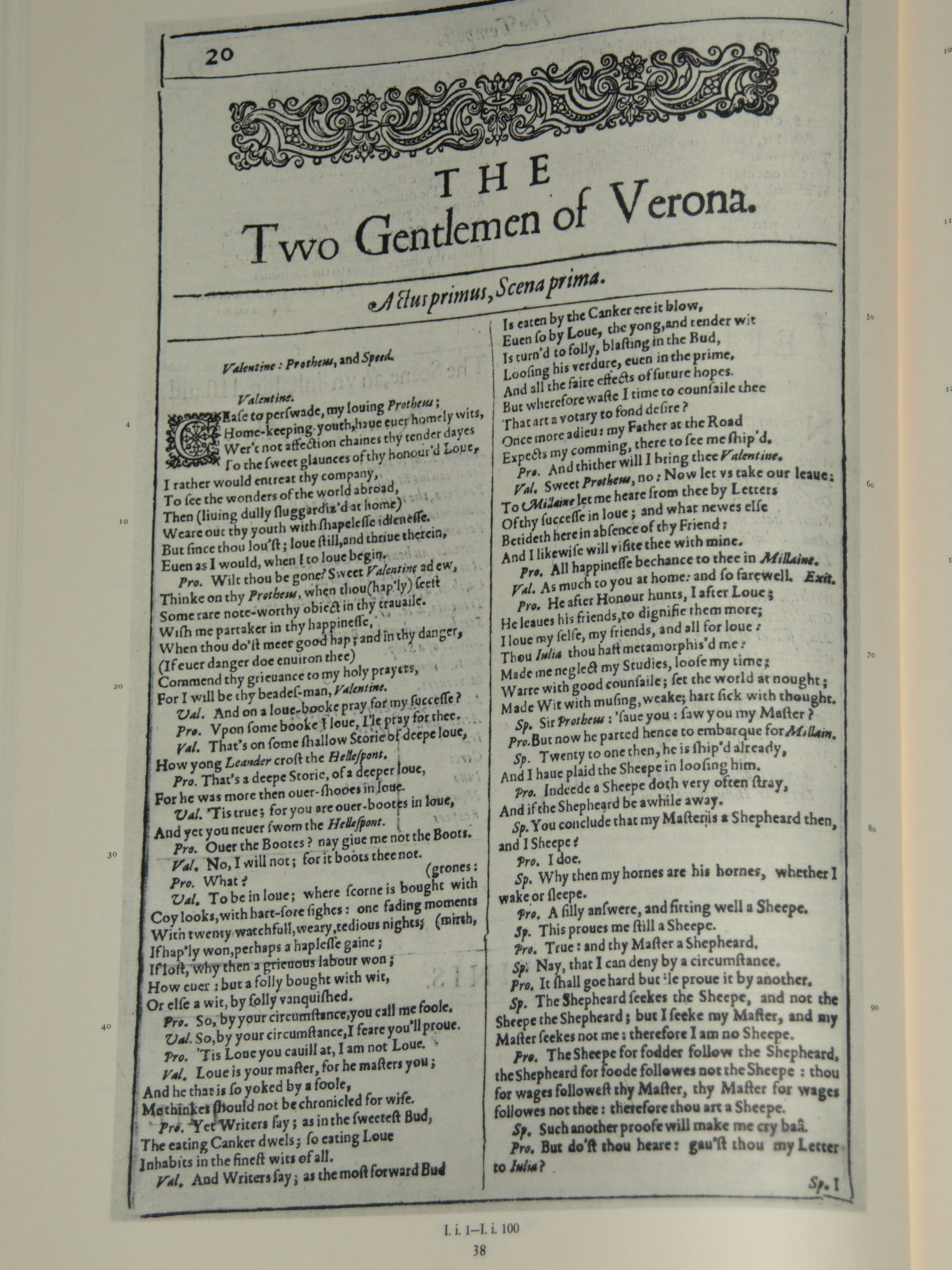
Titelpagina van The Two Gentlemen of Verona uit de First Folio, 1623

De twee Veronezen (Engelse titel: The Two Gentlemen of Verona) is een komedie die William Shakespeare in de periode tussen 1589 en  1594 schreef. Het belangrijkste thema van het verhaal is het conflict dat kan ontstaan tussen de trouw voor een vriend en het toegeven aan een passie voor een vrouw die deze vriendschap kan vernietigen.

## Datering en bronnen
De meeste onderzoekers zijn het er over eens dat het een van de vroegste, zo niet de vroegste komedie is die Shakespeare schreef. Er bestaat echter nogal wat onenigheid over of Shakespeare al dan niet in 1592 reeds aan een vroege versie ervan bezig was. Vast staat dat het na zijn dood door zijn collega-acteurs John Heminges en Henry Condell in de First Folio van 1623 werd opgenomen. Een andere aanwijzing dat het wel degelijk een stuk van zijn hand is, vinden we bij Francis Meres' Palladis Tamia uit 1598, een lijst met werken die Meres aan Shakespeare toeschreef. Shakespeare maakte voor zijn komedie waarschijnlijk gebruik van de volgende bronnen: Diana van de Portugees Jorge de Montemayor (Bartholomew Yong maakte er een Engelse vertaling van in 1582), Arthur Brookes gedicht over Romeo en Julia uit 1562, en John Lyly's Midas uit 1589.

## Personages
- Valentine en Proteus – the Two Gentlemen of Verona
- Silvia – Valentines geliefde
- Julia – Proteus' geliefde
- Hertog van Milaan – vader van Silvia
- Lucetta – kamenier van Julia
- Antonio – vader van Proteus
- Thurio – een dwaze rivaal van Valentine
- Eglamour – helpt Silvia in haar vlucht
- Speed – een clowneske dienaar van Valentine
- La(u)nce[3]— burleske dienaar van Proteus
- Panthino – dienaar van Antonio
- Waard – van de herberg in Milaan waar Julia logeert
- Outlaws - bandieten, waar Valentine even leider van wordt
- Crab – Lances hond
- Dienaars
- Muzikanten

## Samenvatting
Valentine verlaat zijn vriend Proteus en trekt naar het hof van de hertog van Milaan, terwijl Proteus in Verona blijft waar zijn geliefde Julia woont. Julia praat met haar kamenier Lucetta over verliefdheid, maar scheurt de brief die Proteus haar schreef onverschillig in stukken. Ze lijkt echter meteen spijt te hebben van haar actie.
Proteus' vader, Antonio, besluit om Proteus naar het hof van de hertog te sturen. Valentine is daar verliefd geworden op Silvia, de dochter van de hertog. Voor Proteus vertrekt, verzekert hij Julia van zijn standvastige liefde en wisselt ringen met haar uit. Valentine vraagt Proteus om hem te helpen met het schaken van Silvia, maar Proteus is zelf op haar verliefd, en neemt zich voor om haar voor zich te winnen. De twee knechten van beide mannen, Lance en Speed, ontmoeten elkaar en discussiëren over Proteus' breuk met Julia. Julia besluit om Proteus te volgen naar Milaan, en vermomt zich als een man.
Proteus informeert de hertog over Valentines plan. Tijdens een ontmoeting met Valentine brengt de hertog het onderwerp van gesprek op de wijze waarop een man 's nachts in de kamer van een dame kan raken. Valentine onthult de touwladder en de brief bestemd voor Silvia, en prompt verbant de hertog hem. Op weg naar Mantua wordt Valentine in een bos gevangengenomen door bandieten, maar hij maakt zo'n indruk op hen dat hij zelfs hun leider wordt. Launce bespreekt de kwaliteiten van zijn eigen geliefde, een melkmeisje, met Speed.
De hertog, die Silvia wil laten trouwen met de rijke Thurio, vraagt Proteus om zijn invloed aan te wenden zodat zij Valentine vergeet en haar aandacht op Thurio richt. Julia, vermomd als een page genaamd Sebastian, komt aan in Milaan en hoort vol afschuw Proteus' luidop geuite verzuchtingen om Silvia voor zichzelf te veroveren. Silvia verwerpt Proteus' toenaderingen echter. Zij benadert Sir Eglamour om haar te helpen ontsnappen uit Milaan en Valentine te zoeken. Proteus neemt 'Sebastian' in zijn dienst. Hij geeft haar een ring en een brief voor Silvia, maar Julia verscheurt de brief in tranen, zogenaamd uit sympathie voor de verlaten Julia waarover zij hem (als Sebastian) vertelt.
Proteus en 'Sebastian' volgen Silvia buiten Milaan. Silvia wordt gevat door bandieten, maar gered door Proteus, die haar probeert te dwingen zich aan hem over te geven. Valentine, die alles heeft opgemerkt, komt haar te hulp. Dan volgt een wat vreemde wending in het verhaal: Valentine stelt zijn vriendschap voor Proteus boven de liefde die hij voor Silvia voelt en 'schenkt' Silvia aan zijn vriend. Daarop valt Julia flauw en haar ware identiteit wordt bekend als Proteus de ring herkent die hij zelf aan haar heeft gegeven. Ontroerd door haar trouw wordt de liefde die hij voor haar voelt opnieuw aangewakkerd.
De outlaws nemen de hertog en Thurio, die Silvia achtervolgden, gevangen en brengen hen tot voor Valentine, die zijn identiteit onthult. Thurio eist Silvia op, maar de dreigende houding van Valentine brengt hem van dit idee af. De hertog juicht Valentines moed toe, trekt zijn verbanning in, en geeft hem Silvia. Valentine krijgt gratie voor de outlaws. Allen keren terug naar Milaan, waar huwelijken worden gepland tussen Valentine en Silvia en tussen Proteus en Julia.

## Receptie
The Two Gentlemen of Verona is nooit een populair Shakespearestuk geweest, en het is zeker de minst geliefde en minst opgevoerde van zijn komedies. Zelfs nu Love's Labour's Lost een nieuwe kritische waardering krijgt die het lang niet heeft gehad, en The Comedy of Errors niet langer als te oppervlakkig wordt afgedaan, blijft deze komedie wat achter in aandacht en succes. Critici wijzen terecht op enkele minder gelukkige ontwikkelingen van de plot. Een ervan is de onverwachte, nergens voorbereide keuze van Valentine om Silvia 'weg te schenken' aan zijn vriend en rivaal. Het is vooral vreemd omdat met name de vrouwen in dit verhaal worden afgebeeld als krachtige persoonlijkheden; het wegschenken van de voordien als mondig voorgestelde Silvia werd door theaterbezoekers dan ook niet erg gewaardeerd. Het waren tot dan toe in het verhaal immers vooral Julia en Silvia die oordeelden en initiatieven namen. Toch heeft dit stuk kwaliteiten en het bezit reeds een aantal kenmerken en thema's van de latere komedies van Shakespeare: (sterke) vrouwen zoals Julia die zich als man verkleden, het gebruik van clowns als commentators, het thema reizen, muziek, de transformatie die mensen door de liefde ondergaan, het woud als een plaats waar iemand zonder pretenties zichzelf kan zijn, en natuurlijk ook de uitgekiende vermenging van proza en vers.
Het thema van het conflict dat ontstaat als de keuze moet gemaakt worden tussen de loyaliteit tegenover een vriend of de passie voor een geliefde is ook duidelijk aanwezig in Shakespeares sonnetten.

## Film en televisie
De enige filmische bewerking van het toneelstuk is het Chinese  Yī jiǎn méi (beter bekend onder zijn Engelse titel A Spray of Plum Blossoms, 'Een nevel van pruimenbloesems'), een stomme film uit 1931, geregisseerd door Bu Wancang en geschreven door Huang Yicuo.
De bekendste bewerking voor televisie maakt deel uit van de BBC Shakespeare-reeks uit 1983, geregisseerd door Don Taylor, met Tyler Butterworth als Proteus, John Hudson als Valentine, Tessa Peake-Jones als Julia en Joanne Pearce als Silvia. Deze BBC Shakespeare-adaptatie blijft heel trouw aan de tekst uit de First Folio, met slechts enkele kleine verschillen.
- Biblioteca Nacional de España: XX2187193
- Bibliothèque nationale de France: cb15890716d (data)
- Gemeinsame Normdatei: 4387477-0
- Library of Congress Control Number: n81148674
- Nationale bibliotheek van Australië: 35492205
- Nationale Bibliotheek van Israël: 987007520683705171
- Nationale en Universitaire bibliotheek Zagreb: 000354327
- Système universitaire de documentation: 069300887
- Virtual International Authority File: 174990169